# Eedaflegging van Castronovo
De Eedaflegging van Castronovo vond plaats in het Siciliaanse dorp Castronovo op 10 juli 1391. Sicilië was een vicekoninkrijk van het koninkrijk Aragon. 

## Siciliaanse adel

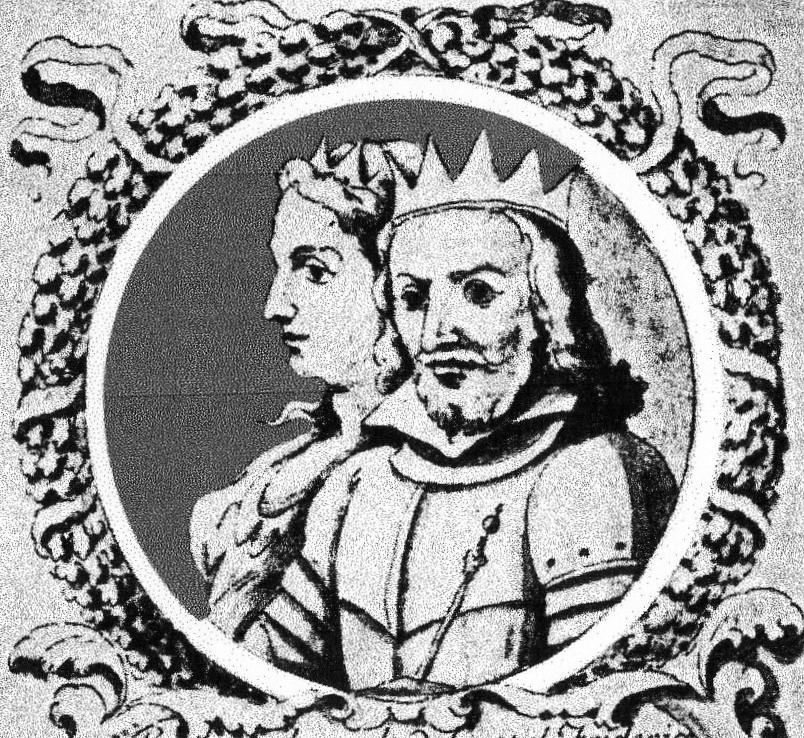
Het koningspaar Maria en Martinus I. De eed was voor Maria en tegen Martinus I

Maria van Sicilië was de minderjarige koningin van Sicilië; zij was van het Huis Barcelona dat Aragon bestuurde. Maria huwde op 24 juni 1391 met Martinus I, bijgenaamd Martinus de Jongere. Dit huwelijk vond plaats onder protest van Siciliaanse baronnen en paus Urbanus VI. Zij keurden dit huwelijk af, en dus ook de machtstoename van Martinus I als koning-gemaal. Twee weken later kwamen de vier regenten van Sicilië samen in Castronovo, meer bepaald in de Sint-Pieterskerk, vijf km buiten het dorp, aan de rivier Platani. De Sint-Pieterskerk was een voormalige Byzantijnse kerk en was gemakkelijk toegankelijk omdat het lag aan de oude Romeinse heirbaan tussen Palermo en Agrigento. De vier regenten waren Manfredi III Chiaromonte, graaf van Modica en admiraal van Sicilië; Artale I Alagona, graaf van Mistretta, Agosta en Paterno; Francesco II Ventimiglia, graaf van Geraci en van Collesano; Guglielmo Peralta, graaf van Caltabelotta. Manfredi III Chiaromonto had bevel gekregen van paus Bonifatius IX om de interne twisten binnen de Siciliaanse adel te beëindigen. Om die reden riep Manfred III in de kerk het parlement van Sicilië samen. Een vijftigtal baronnen uit heel Sicilië waren verzameld.

## Inhoud van de eed
De edelen zwoeren trouw aan koningin Maria doch verwierpen het huwelijk en dus ook de erkenning van Martinus I als koning-gemaal. Ze baseerden zich op het feit dat de dispensatie voor het huwelijk van deze twee bloedverwanten was afgekondigd door tegenpaus Clemens VII in Avignon en niet door paus Bonifatius IX in Rome. Ze zwoeren dat Martinus I nooit gekroond mocht worden tot koning-gemaal van Sicilië. De eed werd bekrachtigd door het parlement ter plaatse. Het was op 10 juli 1391.
Kort nadien stierf Manfredi III Chiaromonto; hij werd opgevolgd door zijn zoon Andrea Chiaromonte, graaf van Modica (1391).

## Kroning van Maria en Martinus I
Een jaar later, in 1392, trok het koningspaar Sicilië binnen met een legermacht. De Kroon van Aragon wilde orde op zaken stellen in Sicilië. Maria en Martinus I werden datzelfde jaar nog gekroond in de kathedraal van Palermo. Een deel van de adel verwierp de eed van Castronovo en verwelkomde het koningspaar. De andere edellieden vochten terug of gingen in ballingschap. Maria’s schoonvader, Martinus de Oudere, trok met een vloot van Aragonezen naar Sicilië en het duurde nog tot 1398 eer de rust en het Aragonees gezag hersteld waren. 

## Herdenking
- In Sicilië is er een populair lied dat zingt over de trouw aan koningin Maria: A Castrunovu cunquanta baruna / di tutti i paisi e li citati / ccu arceri, ccu cavaddi e ccu piduna / juraru supra di li spati. / Poi mannaru un currieri alla curuna: / semu cca tutti pronti e boni armati / a strumentu di la Sacra Curuna / a difesa di Vostra Maistati.[2] Het is in de Siciliaanse streektaal.
- In de jaren 1996-1998 liepen er plechtigheden in Modica om de zevenhonderdste verjaardag van de stichting van het graafschap Modica te vieren. Hier hoorde ook een sessie bij over de Eed van Castronovo (1998).[3]